# Slovenski kulturni klub
Slovenski kulturni klub je društvo iz Trsta, ki je namenjeno slovenskim višješolcem iz Tržaške pokrajine. Pobudo za ustanovitev društva je dal Jože Peterlin leta 1956, prvi predsednik Slovenskega kulturnega kluba je bil Drago Štoka.
Načela in cilji pri Slovenskem kulturnem klubu so, da nudijo mladim dijakom možnost druženja, izobraževanja in vzgoje v duhu slovenske narodnosti, krščanskega etosa in demokratičnih principov. Društvo deluje pod okriljem Slovenske prosvete v Trstu.
V rednem delovanju društva so med drugim tedenska druženja in sestanki, izobraževalna predavanja, gledališka skupina, likovna skupina, literarni krožek, plesna skupina, mednarodna skupina, novinarski krožek. Vsako leto priredijo Literarni natečaj, preko katerega nagradijo najboljše mlade pesnike in pisce. Večkrat priredijo dobrodelne večere. Deset let po osmosvojitvi Slovenije so v Trstu prirejali odmevni Slovenija party, ki se ga je udeležilo mnogo slovenskih znanih oseb.